# Ciudad Libre de Falcongris
La Ciudad Libre de Falcongrís (en inglés Free City of Greyhawk), también conocida como Ciudad Falcongrís, y La Gema de Flaenia, es una ciudad-estado ficticia en el escenario de campaña de Falcongrís, para el juego de rol Dungeons & Dragons. Se usa la palabra «Falcongrís» para referirse a aquellas tierras controladas por la Ciudad Libre, sin embargo el término apropiado para todo el reino es Dominio de Falcongrís.
El escenario de campaña, creado por Gary Gigax en los 1970s, toma su nombre de la ciudad y fue uno de los escenarios más extensamente desarrollados para el juego Dungeons & Dragons hasta que fue superado por el escenario Reinos Olvidados en los 1990s.
- Datos: Q282479